# Niijima Yae

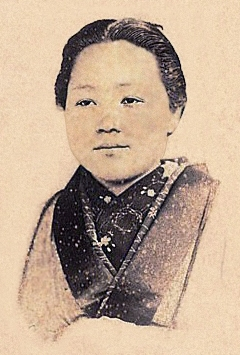
Fotografie von Niijima Yae

Niijima Yae (jap. 新島八重; * 1. Dezember 1845 als Yamamoto Yae (山本八重) oder Yamamoto Yaeko (山本八重子) in Aizu-Wakamatsu; † 14. Juni 1932 in Kyōto) war eine japanische Erzieherin und Krankenschwester, die vom Ende der Edo- bis zum Anfang der Shōwa-Zeit lebte. Ihr Geburtsname war Yamamoto. Ihre Samuraifamilie gehörte dem shogunatstreuen Aizu-Clan an, der im Boshin-Krieg gegen die kaiserlichen Truppen kämpfte. Sie kämpfte selbst, als so genannte Onna-musha mit einem Gewehr bei der Verteidigung der Burg Aizu-Wakamatsu, die mit einer Kapitulation endete. Später zog sie nach Kyōto, wo sie als Erzieherin tätig war und nach einer christlichen Taufe erneut heiratete. Nach dem Tod ihres Ehemanns begann sie eine Ausbildung als Krankenschwester und meldete sich als solche freiwillig im Ersten Japanisch-Chinesischen Krieg und im Russisch-Japanischen Krieg. Für ihre Arbeit wurde sie zu Lebzeiten mehrfach geehrt. In Anspielung auf die britische Krankenschwester Florence Nightingale wird sie oftmals als „Nightingale Japans“ bezeichnet.

## Leben

### Herkunft
Yamamoto Yae wurde in Aizu-Wakamatsu im Fürstentum Aizu als 5. Kind und 3. Tochter von Yamamoto Gonpachi (jap. 山本 権八, 1809–1868), einem Lehrmeister für Artilleriewesen und Samurai, und seiner Frau Saku (jap. 佐久, 1809–1896) in den Hoshina-Matsudaira-Klan geboren. Sie hatte fünf Geschwister, von denen drei im Kindesalter starben. Ihr verbleibender älterer Bruder Kakuma (jap. 覚馬, 1828–1892) war ein Samurai und Erzieher und ihr zweiter Bruder Saburō (jap. 三郎, 1848–1868) war ebenfalls ein Samurai. Als Kind interessierte sich Yae mehr für Gewehre als für weiblichere Aufgaben wie Nähen. Vor allem von ihrem 17 Jahre älteren Bruder Kakuma erhielt sie Schießunterricht. Später soll sie selbst andere Kinder in der Nachbarschaft im Schießen unterrichtet haben, darunter Itō Teijirō, ein Mitglied der Byakkotai. 1865, im Alter von 19 Jahren, heiratete Yae den Samurai und Gelehrten der Hollandkunde Kawasaki Shōnosuke (1836–1875), der an der Klan-Schule Nisshinkan (日新館) als Lehrer tätig war.

### Kampf im Boshin-Krieg

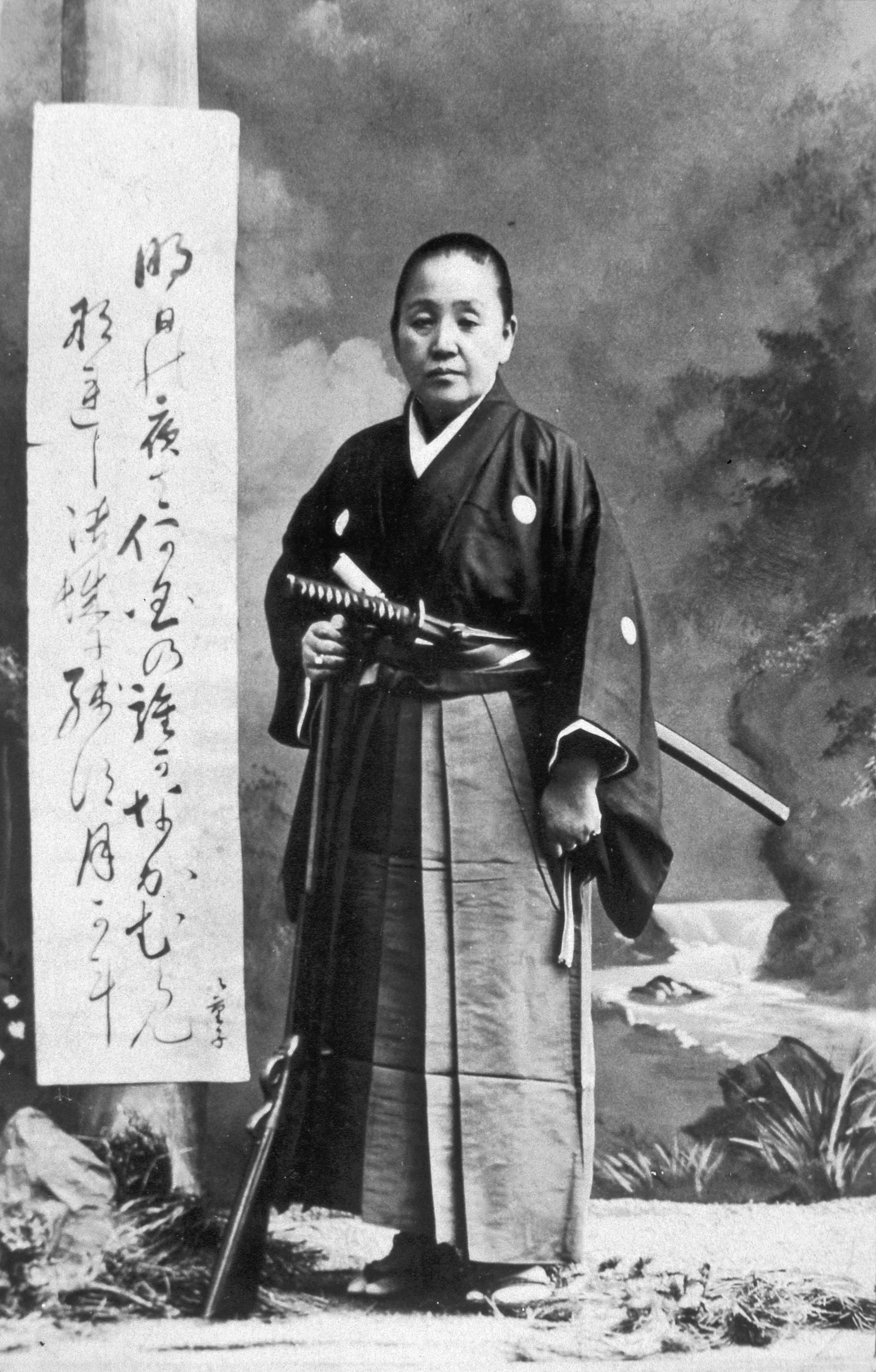
Fotografie der bereits älteren Niijima Yae mit Hakama und Haori bekleidet und mit Katana und Gewehr bewaffnet. Daneben steht eine Variante ihres 1868 verfassten Wakas.

Drei Jahre später begann der Boshin-Krieg (1868–1869), der zwischen dem Tokugawa-bakufu und den kaiserlichen Truppen Japans ausgefochten wurde. Bei der Schlacht von Toba-Fushimi im Januar 1868, der ersten großen Schlacht des Boshin-Krieges, starb mit 20 Jahren Yaes jüngerer Bruder Saburō infolge einer Schussverletzung.
Im Laufe des Krieges rückten die kaiserlichen Truppen immer weiter nach Norden vor, bis sie im April Edo erreichten, welches kampflos übergeben wurde. Weiteren Widerstand lieferten jedoch die Tokugawa-treuen Daimyō in Nordjapan, darunter besonders der von Matsudaira Katamori (1836–1893) geführte Aizu-Wakamatsu-Han.

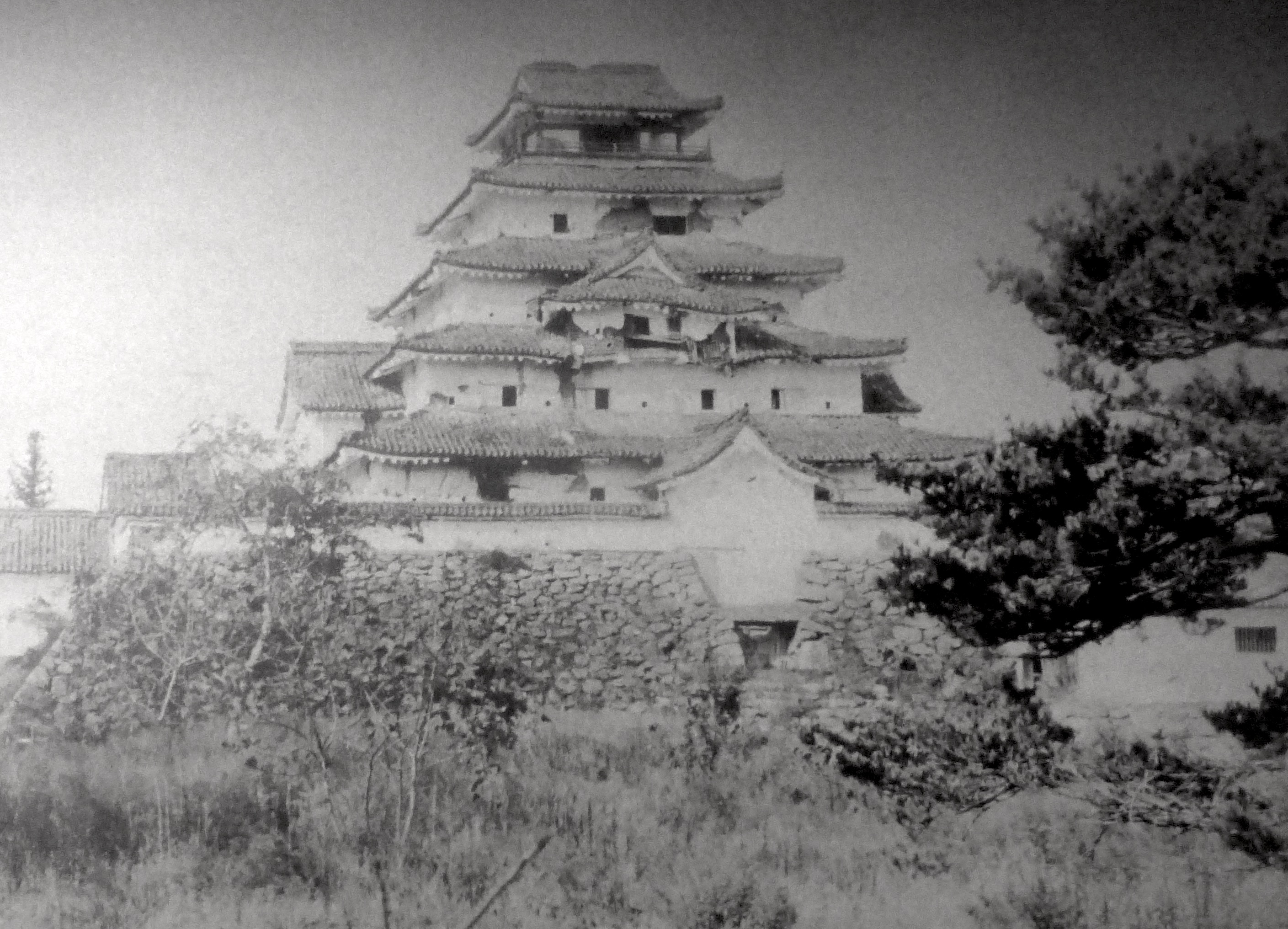
Der durch Artilleriebeschuss stark beschädigte Hauptturm der Burg Aizu-Wakamatsu nach der Niederlage, 1868

So wurde am 6. Oktober 1868 (Keiō 4/8/23) schließlich die Burg Aizu-Wakamatsu angegriffen. Yae schnitt sich die Haare ab, zog Kleidung ihres gefallenen Bruders an und ging zur Burg, um mit ihrem eigenen Spencer-Gewehr bei der Verteidigung zu helfen. Einige hundert Menschen aus anderen Samuraifamilien begingen anstatt in der Burg Schutz zu suchen rituellen Selbstmord, ein später bekanntes Beispiel für einen Massensuizid. Yae nahm während der Belagerung an einem Überraschungsangriff teil. Auch andere Aizu-Frauen aus Samuraifamilien kämpften nicht als Teil der offiziellen Truppen. Besonders berühmt ist Nakano Takeko, die eine Truppe mit Naginata trainierter Kämpferinnen anführte. Sie wurde von einem Brustschuss tödlich verwundet und bat ihre eigene Schwester, ihren Kopf abzutrennen und ihn zu bestatten, damit er nicht in Feindeshand geraten würde. Hauptsächlich halfen Frauen und darunter Yae jedoch bei der Herstellung von Munition und bei der Pflege der fast 1500 verwundeten Soldaten. Ihr Vater wurde am 1. November (Keiō 4/9/17) in einer Schlacht am Ichino-Damm  getötet.
Nach einer einmonatigen Belagerung unter zermürbendem Artilleriebeschuss ergab sich der Klan den kaiserlichen Truppen.
Zum Zeitpunkt der Kapitulation am 6. November 1868 (Keiō 4/9/22) schnitzte Yae mit einer Haarnadel ein Waka (japanisches Gedicht) in die Wand des Sannomaru der Burg:

„明日の夜は何国の誰かながむらん

なれし御城に残す月かげ“

„Morgen Nacht, wer, aus welchem Land, wird blicken

auf diese vom verbleibenden Mondlicht beschienene Burg?“

Yaes Ehemann ließ sich während des Boshin-Krieges von ihr scheiden.

### Umzug nach Kyōto und Heirat mit Niijima Jō
Niijima Yae und Schülerinnen
der Dōshisha-Mädchenschule

Link zum Bild

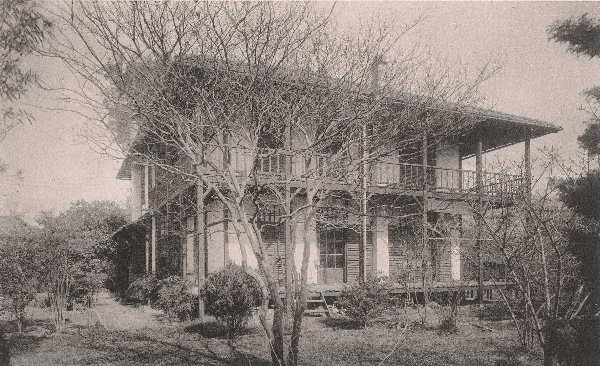
Niijima-Residenz gegen Ende der Meiji-Ära

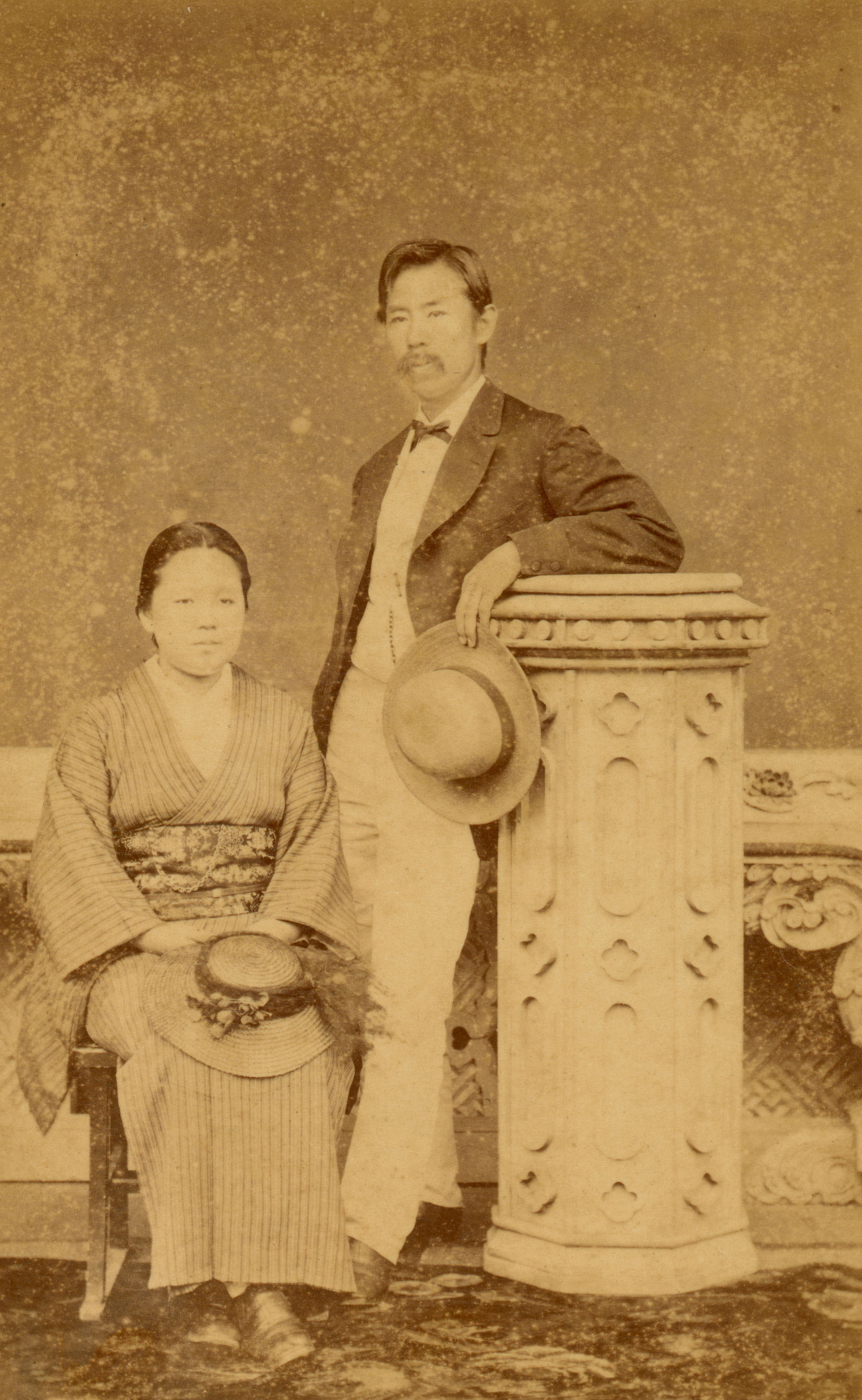
Yae und ihr zweiter Ehemann Niijima Jō kurz nach der Hochzeit

1869 wurde Yaes Bruder Kakuma zum Berater der Präfektur Kyōto ernannt. Yae zog 1871 mit ihrer Mutter Saku und Kakumas Tochter Mine auf der Suche nach ihm nach Kyōto. Dort begann sie unter seinem Einfluss Englisch zu lernen und wurde 1872 Weblehrerin und Erzieherin an der Jokōba (女紅場), der Mädchenschule der Präfektur Kyōto.
Am 18. Oktober 1875 verlobte sie sich mit dem zwei Jahre älteren, ehemaligen Samurai Niijima Jō. Dieser war 1875 aus Amerika zurückgekehrt, wohin er 1864 heimlich ausgereist war und unter dem Namen Joseph Hardy Neesima als erster Japaner in Übersee eine akademische Auszeichnung erhielt. Nach ihrer Verlobung wurde Yae im November aus ihrer Anstellung an der Jokōba entlassen.
Nachdem Yae am 2. Januar 1876 getauft wurde, heirateten Jō und sie am nächsten Tag als erstes japanisches, christliches Paar in Kyōto. Erst 1873 war das Christentum nach dem Ende des Shogunats unter der neuen Meiji-Regierung wieder offiziell zugelassen worden.
Jō gründete 1875 die Englisch-Schule der Dōshisha (Dōshisha Eigakko) mit acht Studenten. Am 24. Oktober 1876 eröffnete auch die Dōshisha-Mädchenschule, deren Schulleiterin Yaes Mutter Saku wurde.
Yae und Jō führten eine glückliche Ehe. So unterstützte Yae Jō, der sich bei der Etablierung seiner christlichen Schule Widerstand durch Shintō-Priester und buddhistische Mönche gegenübersah. In einem Brief an einen amerikanischen Freund lobte dieser Yaes Mitmenschlichkeit. Außenstehende kritisierten Yae dagegen manchmal aufgrund ihres starken und eigenständigen Charakters.
Jō starb am 23. Januar 1890. Erst nach seinem Tod wurde seine Schule als Dōshisha-Universität anerkannt. 1891 wurde Yae Alumni-Vorsitzende der Dōshisha-Mädchenschule.

### Japanische Teezeremonie und Blumensteckkunst
Yae baute nach Jōs Tod einen im westlichen Stil gehaltenen Raum ihres Hauses in einen Teeraum um, den sie Jakuchu-An (Laube der Einsamkeit) nannte. Sie wurde 1894 Schülerin der Urasenke-Teeschule (茶道裏千家) und unter dem Namen Niijima Sochiku wurde sie später zu einer Meisterin der Japanischen Teezeremonie. Sie gab selbst Unterricht, darunter auch an der Dōshisha-Mädchenschule. Yae erlernte außerdem die japanische Blumensteckkunst Ikebana.

### Adoptivkinder
Yae und Jō hatten keine eigenen Kinder, aber nach seinem Tod adoptierte sie drei. Die erste war 1896 (Meiji 29) Sada, die vierte Tochter des Yonezawa-Vasallen Yamaguchi Gennosuke. Die Adoption wurde nach etwa 2 Jahren aufgelöst. 1900 (Meiji 33) adoptierte sie Hatsu, den Sohn von Amakuso Shūrō, einem weiteren Yonezawa-Vasall. Hatsu heiratete zwei Jahre später Hirotsu Tomonobu, eine Dōshisha-Absolventin. Danach ging der Austausch zwischen der Familie Hirotsu und Yae weiter. Hatsu starb 1932. 1902 adoptierte Yae als drittes Kind Koichiro Otsuka, der aus der Präfektur Aichi stammte. Die Adoption wurde jedoch bereits nach zwei Monaten aufgelöst.

### Arbeit als Krankenschwester

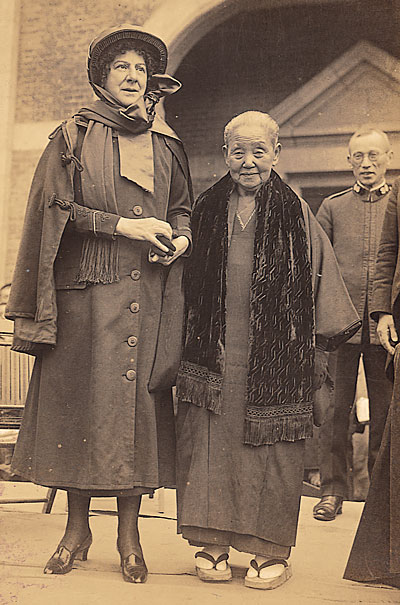
Yae (rechts) neben Evangeline Booth, November 1929

Wenige Monate nach dem Tod ihres Ehemanns, am 26. April 1890 und im Alter von 44 Jahren, wurde Niijima Yae Mitglied des Japanischen Roten Kreuzes. Das Rote Kreuz begann 1890 mit der Ausbildung von Krankenschwestern, darunter auch Niijima Yae, nachdem 1886 das erste Krankenhaus in Tokio fertiggestellt wurde. Am 28. Dezember 1892 starb Yaes Bruder Kakuma.
Während des Ersten Japanisch-Chinesischen Krieges (1894–1895) war sie vier Monate als Krankenschwester in einem Armee-Krankenhaus in Hiroshima stationiert. Dort leitete sie ein Team von etwa 40 Krankenschwestern. Yae kümmerte sich dabei nicht nur um Verletzte, sondern arbeitete auch daran, den Status der Krankenschwestern zu verbessern.
Nach dem Krieg unterrichtete sie andere Krankenschwestern. Am 18. November 1895 erhielt sie als Anerkennung für ihre Arbeit eine militärische Ehrenmedaille des Japanisch-Chinesischen Krieges. 1896 wurde sie mit dem staatlich verliehenen Orden der Edlen Krone ausgezeichnet. Im selben Jahr starb Yaes Mutter Saku.
Als 1904 der Russisch-Japanische Krieg (1904–1905) begann, meldete Yae sich freiwillig als Krankenschwester für die Kaiserlich Japanische Armee und arbeitete für zwei Monate in einem Krankenhaus in Osaka. Für ihren Einsatz erhielt sie 1906 erneut einen Orden der Edlen Krone.

### Letzte Jahre und Tod

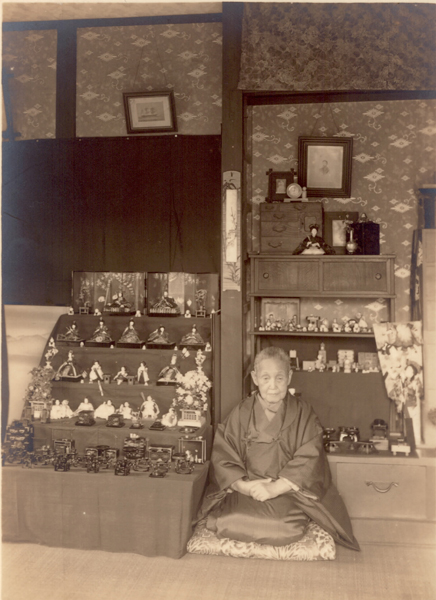
Niijima Yae am 3. März 1932, drei Monate vor ihrem Tod

1907 spendete Yae ihren Wohnsitz in der Teramachistraße, an dem sie bis zu ihrem Tod lebte, mit Grundstück der Dōshisha. Im Gegenzug erhielt sie eine jährliche Rente von 600 Yen.
Im November 1928 erhielt sie anlässlich der Krönung Hirohitos eine Auszeichnung für ihren allgemeinen Einsatz für Japan. Hirohito war der Enkel des vorherigen Tennōs Meiji, gegen dessen Truppen sie im Boshin-Krieg in ihrer Heimat noch gekämpft hatte. Im selben Jahr fand eine Hochzeitszeremonie zwischen Matsudaira Setsuko, der Enkelin von Matsudaira Katamori, dem letzten Daimyō von Aizu, und Prinz Chichibu Yasuhito statt. Durch diese Heirat wurde zum ersten Mal seit 60 Jahren eine Einigung mit der kaiserlichen Familie erzielt und der Aizu-Clan konnte endlich das ihm seit dem Boshin-Krieg anhaftende Stigma als Feinde und Rebellen überwinden.
1931 errichtete Yae in Aizu-Wakamatsu am Dairyūji-Tempel (大龍寺) ein Grab für die Familie Yamamoto.
Sie selbst starb am Abend des 14. Juni 1932 in Kyōto im Alter von 86 Jahren an einer akuten Gallenblasenentzündung. Ihre Beisetzung erfolgte am 17. Juni und wurde von der Dōshisha-Universität übernommen. Yaes Nachruf wurde in der Kyōtoer Zeitung veröffentlicht und sogar in überregionalen Zeitungen abgedruckt. Ihr Grab befindet sich neben ihrem Mann im Stadtbezirk Sakyō-ku in Kyōto.
Der Niijima-Wohnsitz und die sich darin befindenden Möbel wurden 1985 als Kulturgut der Stadt Kyōto ausgezeichnet und 1992 der Öffentlichkeit zugänglich gemacht.
Am 7. September 2013 wurde an der Burg Aizu-Wakamatsu eine von dem Bildhauer Kentaro Hashimoto entworfene Bronze-Statue Niijima Yaes enthüllt, die durch Spenden finanziert wurde.

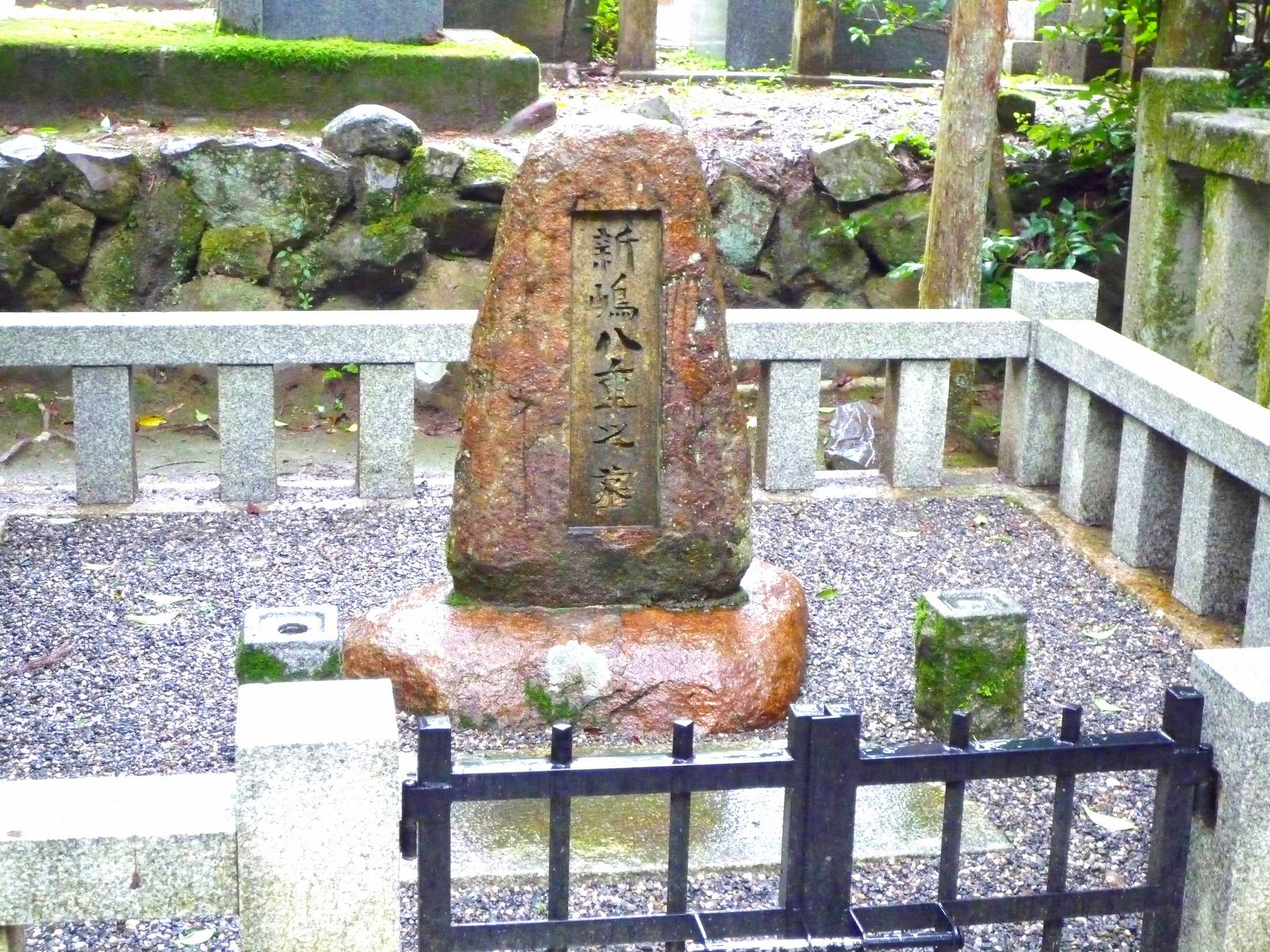
Grabstein in Sakyō-ku, Kyōto
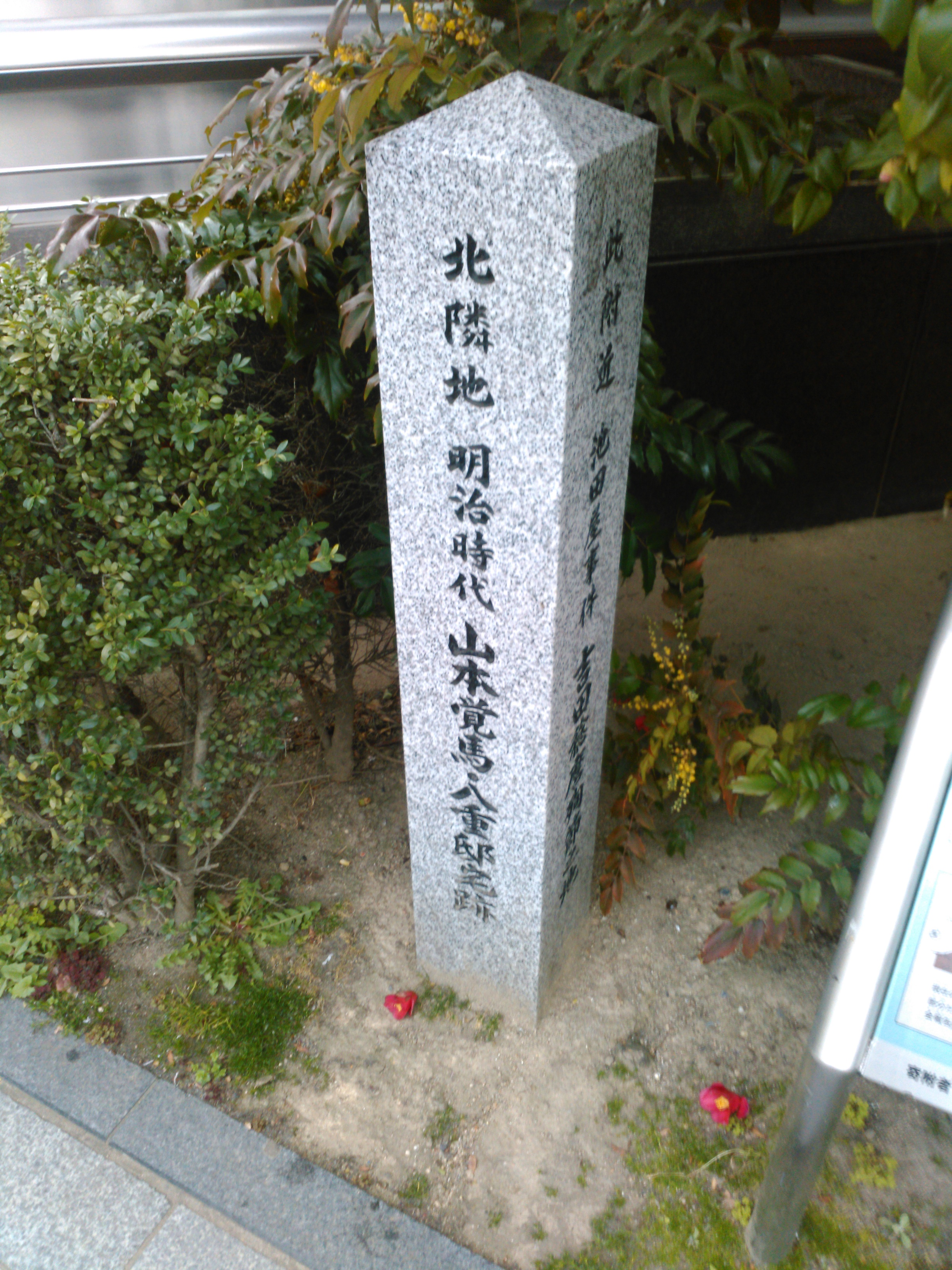
Gedenkstein am ehemaligen Standort des Wohnsitzes von Yamamoto Kakuma und Yae
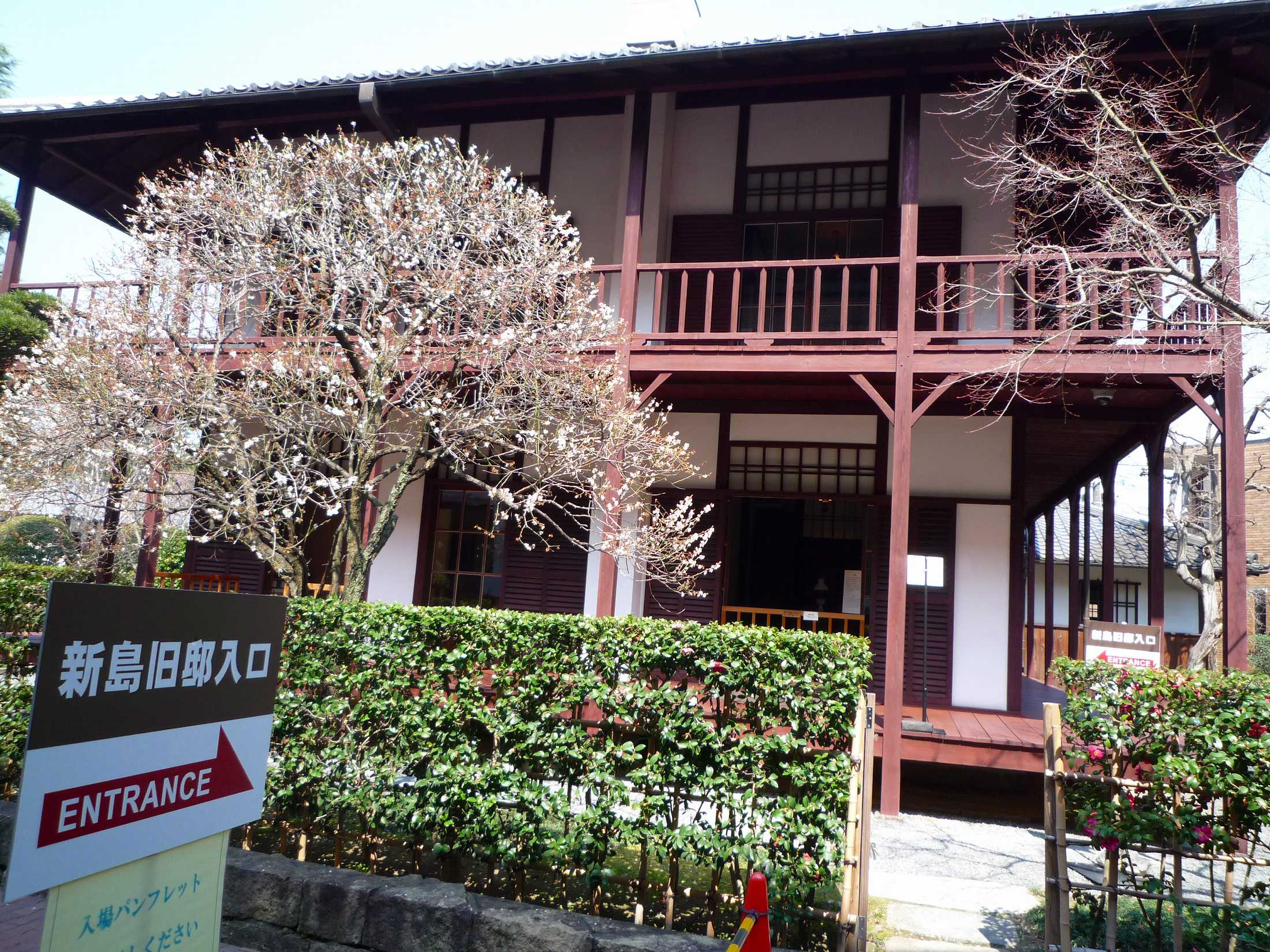
Eingang zum Niijima-Wohnsitz (Lage)

## Darstellungen in der Populärkultur

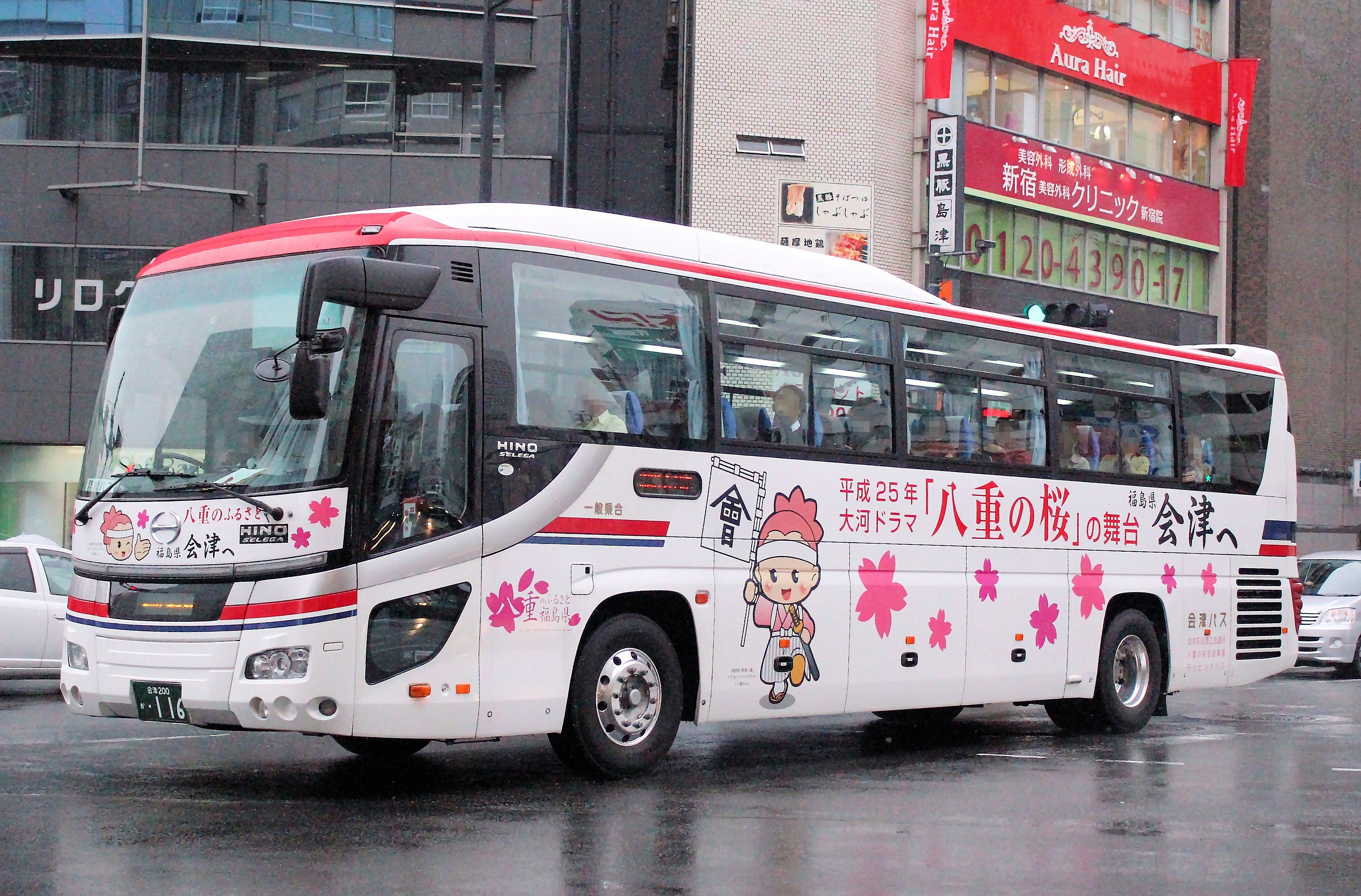
Ein Bus mit Werbung zur Fernsehserie Yae no Sakura, 2013

Über Niijima Yae gibt es Romane, Mangas und Fernsehserien. 2013 machte die das ganze Jahr zur besten Sendezeit laufende Taiga-Dorama-Serie Yae no Sakura („Yaes Kirschblüte“) ihre Lebensgeschichte in Japan einer breiten Öffentlichkeit bekannt. Ihre Hauptfigur wurde in der 50-teiligen Serie von Haruka Ayase dargestellt. Die Themenwahl mit Konzentration auf den Boshin-Krieg sollte auch der Förderung der durch die Nuklearkatastrophe von 2011 beschädigten Präfektur Fukushima dienen, deren westlichste Region Aizu ist.
- Romane
  - Fukumoto Takehisa, Niijima Yae series
    - Aizu Onna Senki (1978) ISBN 4480802304
    - Niijima Jō to Sono Tsuma (1978) ISBN 4103487011
    - Handsome Woman, Saigo no Inori (2012) ISBN 978-4480804457

  - Mitsugu Saotome, Meiji no Keimai (1990) ISBN 978-4404017932
- Mangas
  - Yae no Sakura, (2013) ISBN 978-4-08-870674-0
- TV-Serien
  - 2007: Byakkotai; TV Asahi (als Nebenfigur)
  - 2013: Yae no Sakura; NHK Taiga-Dorama

## Auszeichnungen und Ehrungen
- 1896: Orden der Edlen Krone 7. Klasse[16]
- 1906: Orden der Edlen Krone 6. Klasse[23]